# Мазов, Сергей Васильевич
Серге́й Васи́льевич Ма́зов (род. 8 августа 1954, Москва, СССР) — советский и российский историк, специалист по истории Африки и холодной войны. Доктор исторических наук (2003).

## Биография
Сергей Мазов родился в 1954 г. в г. Москве.
В 1976 г. окончил Институт Стран Азии и Африки МГУ. В 1976—1979 гг. учился в аспирантуре Института всеобщей истории РАН. С 1979 г. по настоящее время — младший, старший, ведущий, главный научный сотрудник Института всеобщей истории РАН.
В 1980 году защитил кандидатскую диссертацию «Становление и развитие антиколониального движения на Золотом Береге, 1918—1945».
В 2003 защитил докторскую диссертацию «Политика СССР в Западной Африке, 1956—1964»..

## Труды
Монографии:
- Парадоксы «образцовой колонии». Становление колониального общества Ганы. 1900—1957 гг. М.: Наука, 1993. 219 с.
- СССР и Африка, 1918—1960. Документированная история взаимоотношений. М.: ИВИ РАН, 2002. 320 с. (в соавторстве с А. Давидсоном, Г. Цыпкиным).
- Политика СССР в Западной Африке, 1956—1964. Неизвестные страницы истории холодной войны. М.: Наука, 2008. 339 с.
- A Distant Front in the Cold War. The USSR in West Africa and the Congo, 1956—1964. Woodrow Wilson Center Press, Stanford University Press, 2010. 334 p.
- Холодная война в «сердце Африки». СССР и конголезский кризис, 1960—1964. М.: Университет Дмитрия Пожарского, 2015. 312 с.
- Чёрная Африка: прошлое и настоящее. Учебное пособие по Новой и Новейшей истории Тропической и Южной Африки. Авторы: Давидсон А. Б., Балезин А. С., Мазов С. В., Воеводский А. В., Щербаков Н. Г., Филатова И. И., Цыпкин Г. В., Кривушин И. В., Иванова Л. В., Емельянов А. Л., Курбак М. С. / М.: Русский фонд содействия образованию и науке, 2016—704 С.
- Африка в судьбе России. Россия в судьбе Африки. Авторы: Антошин А. В., Балезин А. С., Бондаренко Д. М., Давидсон А. Б., Иванова Л. В., Карташова Л. А., Козвонин А. В., Курбак М. С., Мазов С. В., Пондопуло А. Г., Сидорова Г. М., Тетерин О. И., Токарев А. А., Филатова И. И., Цветков Э. Г., Цыпкин Г. В. / М.: Политическая энциклопедия, 2019—605 с.

Сборники документов:
- Россия и Африка. Документы и материалы. XVIII в. — 1960 г. Том II / Под ред. А. Б. Давидсона и С. В. Мазова. М.: ИВИ РАН, 1999. 400 с.
- История Африки в документах 1870—2000. В трех томах. Под общей редакцией Аполлона Давидсона. Том 1: 1870—1918. Редактор Георгий Цыпкин. М.: Наука, 2005. С. 165—179, 184—187, 191—199, 205—236, 239—264, 279—285.
- История Африки в документах 1870—2000. В трёх томах. / Под общей редакцией Аполлона Давидсона. Том II: 1919—1960. Редактор Сергей Мазов. М.: Наука, 2007. 719 с.
- CWIHP Conference Reader Compiled for the International Conference. The Congo Crisis, 1960—1961. Washington, D.C. 23-24 September 2004. Edited by LiseNamikas and Sergey Mazov for The Cold War International History Project.

Статьи и разделы в коллективных трудах:
- Национальный конгресс Британской Западной Африки (1920—1930): идейные и организационные основы // Народы Азии и Африки. 1978. № 6. С. 58-68.
- Борец против колониализма // Азия и Африка сегодня. 1979. № 10. С. 48-50.
- Soviet Scholar Comments on Nkrumah’s 70th Birthday Anniversary // Echo (Accra). 1979. 30 сентября.
- Год Африки — 1960. В соавторстве с Г. В. Цыпкиным // Книга для чтения по новейшей истории. 1945—1978. Пособие для учащихся под редакцией проф. Н. Н. Яковлева. М.: Просвещение, 1979. С. 193—205.
- Идеология политических организаций Золотого Берега (документы антиколониальной борьбы) // Антиколониальная борьба и общественная мысль в Тропической и Южной Африке / отв. редактор Б. М. Туполев. М.: Наука, 1983. С. 60-96.

- Главы З, 4 // История Ганы в новое и новейшее время. М.: Главная редакция восточной литературы издательства «Наука», 1985. С. 79-156.
- Гана // История Тропической и Южной Африки. 1918—1988. М.: Главная редакция восточной литературы издательства «Наука», 1989. С. 64-81.
- Драма Кваме Нкрумы // Новое время. 1989. № 41. С. 16-18.
- Региональный фактор в колониальной трансформации института вождей Ганы (1900—1939 гг.) // Колониализм и антиколониализм в Африке. Сборник научных трудов / отв. редактор Н. И. Кирей. Краснодар: Кубанский государственный университет, 1992. С. 50-74.
- Отходники в колониальном обществе Ганы, 1900—1957 гг. // Колониальное общество Тропической Африки: взаимодействие цивилизаций? / ответственные редакторы А. С. Балезин, И. И. Филатова. М.: Наука, 1993. С. 10-55.
- СССР и судьба бывших итальянских колоний (1945—1950 гг.) // Россия и Италия. Выпуск 3. XX век / отв. редактор Н. П. Комолова. М.: Наука, 1998. С. 211—241.
- Неизвестная история создания Института Африки АН СССР // Восток. 1998. № 1. С. 80-88.
- Африканские студенты в Москве в Год Африки (по архивным материалам) // Восток. 1999. № 3. С. 89-103.
- Гвинея «грез и действительности». Советско-гвинейские отношения в 1958—1962 гг. // Под небом Африки моей. История, языки, культура народов Африки. Выпуск 1 / ответственные редакторы А. С. Балезин и Н. В. Громова. М.: «Муравей», 2000. С. 33-81.
- Дипломатический дебют СССР в Тропической Африке: из истории советско-либерийских отношений, 1945—1960 гг. // Восток. 2000. № 5. С. 37-47.
- «Расизм по-русски»? Африканские студенты в СССР в 1960 г. // Евроцентризм и Афроцентризм накануне XXI века: Африканистика в мировом контексте. Материалы международной научной конференции, посвященной 70-летию А. Б. Давидсона / ответственный редактор А. С. Балезин. М.: ИВИ РАН, 2000. С. 103—112.
- Послевоенная африканская политика СССР в контексте историографии холодной войны (бывшие итальянские колонии, Либерия) // Африканистика XX века: время, люди, взгляды. Материалы международной научной конференции / ответственный редактор А. С. Балезин. М. ИВИ РАН, 2002. С. 23-30.

- The USSR and the Former Italian Colonies, 1945-50 // Cold War History. 2003. Vol. I. # 1. P. 49-78.
- Советская помощь правительству Антуана Гизенги в бывшем Бельгийском Конго, 1960-61 гг. По материалам российских архивов // Архивы — ключ к истории Африки XX века. Материалы международной научной конференции к 75-летию проф. А. Б. Давидсона / ответственный редактор А. С. Балезин М.: ИВИ РАН, 2005. С. 126—140.

- Soviet Policy in West Africa (1956-64) as an Episode of the Cold War // Africa in Russia. Russia in Africa. Three Centuries of Encounters. Ed. by Maxim Matusevich. Trenton, NJ: Africana World Press, 2006. P. 293—314.
- Soviet Aid to the Gizenga Government in the Former Belgian Congo (1960-61) as Reflected in Russian Archives // Cold War History. 2007. Vol. 7. # 3. P. 425—437.
- Die Sowjetunion und die Kongokrise 1960 bis 1964 // Bernd Greiner / Christian Th. Muller / Dierk Walter (Hg.) KrisenimKalten Krieg. StudienzumKalten Krieg.Band 2. Hamburg: HamburgerEdition, 2008. P. 274—296.
- Воспитывать «людей с прогрессивными взглядами, искренних друзей Советского Союза». Государственная политика в отношении обучавшихся в СССР африканцев, первая половина 1960-х годов // PaxAfricana. Континент и диаспора в поисках себя. Сборник научных статей / отв. редактор А. Б. Давидсон. М.: Издательский дом Государственного университета — Высшей школы экономики, 2009. С. 331—374.
- «Царство» Кваме Нкрумы // Восток. 2010. № 1. С. 62-70.
- СССР и конголезский кризис. 1960—1963 // Азия и Африка сегодня. 2011. № 4. С. 53-59, № 7. С. 64-70.
- Конголезский кризис и позиция СССР в ООН. 1960 г. // Многосторонняя дипломатия в биполярной системе международных отношений. Сборник научных статей / отв. редактор Н. И. Егорова. М.: Русский Фонд Содействия Образованию и Науке, 2012. С. 56-96.
- 9 биографических очерков // История Африки в биографиях. Под общей редакцией академика РАН Аполлона Давидсона. М.: Издательский центр Российского государственного гуманитарного университета, 2012.
- «Львы» под знаменем Лумумбы: Восстание в Конго в 1963—1964 годах // Исторический журнал: научные исследования, 2012 № : С. 77 — 89
- Кваме Нкрума // Электронный научно-образовательный журнал «История». М., 2013. № 3. С. 90-108.
- «Африканский Геркулес» и «колониальная гидра». Проблема колониализма в трудах Кваме Нкрумы // Африка: История и историки. М.: Издательский дом Высшей школы экономики, 2014. С. 143—171.
- Историческая тематика в работах Кейсли Хейфорда // Африка: история и историки. Ответственный редактор А. Б. Давидсон. М.: Издательский дом Высшей школы экономики, 2014. С. 46-62.
- Западная историография роли СССР в конголезском кризисе, 1960—1964 // Электронный научно-образовательный журнал «История». 2(25). 2014. С. 187—214.
- Патрис Лумумба. Биографический очерк // Казанский журнал международного права. № 7 (2015). С. 46-63.
- Le travail idéologique auprès des étudiants africains dans les établissements d’enseignement supérieur soviétiques. 1re moitié des années 1960 // Étudier à l’Est. Expériences de diplômésafricains. Monique de Saint Martin, Grazia Scarfo Ghellabet Kamal Mellakh (dir.). Karthala — FMSH, 2015. P. 37-50.
- Африканские студенты в СССР в пропагандистских кампаниях Холодной войны, 1960 г. // Азия и Африка сегодня. 2017 № 8
- СССР И ПРОЕКТ СОЗДАНИЯ «СОЮЗА АФРИКАНСКИХ ГОСУДАРСТВ», 1963—1964 гг.(по материалам российских архивов) // Азия и Африка сегодня. 2020 № 5
- Советско-нигерийские отношения накануне и в начале гражданской войны в Нигерии, 1966—1967 гг.(по материалам российских архивов) // Электронный научно-образовательный журнал «История». 2020. Том 11 № 8
- СССР и государственный переворот 1966 г. в Гане: по материалам российских архивов // Вестник Российского университета дружбы народов. Серия: Международные отношения.2020 Том 20 № 3.

Выступления на конференциях:
- «Проблемы адаптации африканских студентов в СССР, начало 1960-х» // Круглый стол "Африканские студенты в СССР/России: оглядываясь в прошлое, изучая настоящее. Москва, НИТУ «МИСиС», 25 апреля 2013 г.

- Le travail d’instruction-éducationparmi les étudiantsafricaines et arabesdans les éstablissementsd’enseignementsupérioren URSS, 1re moitié des années 1960 // Colloque international "Elites Maghrebines et Subsahariennesformeesen URSS/Russie et dans les pays D’Europe de L’Est.Maroc, Mohammedia, 25-26 octobre 2013.